# لیبرالیا

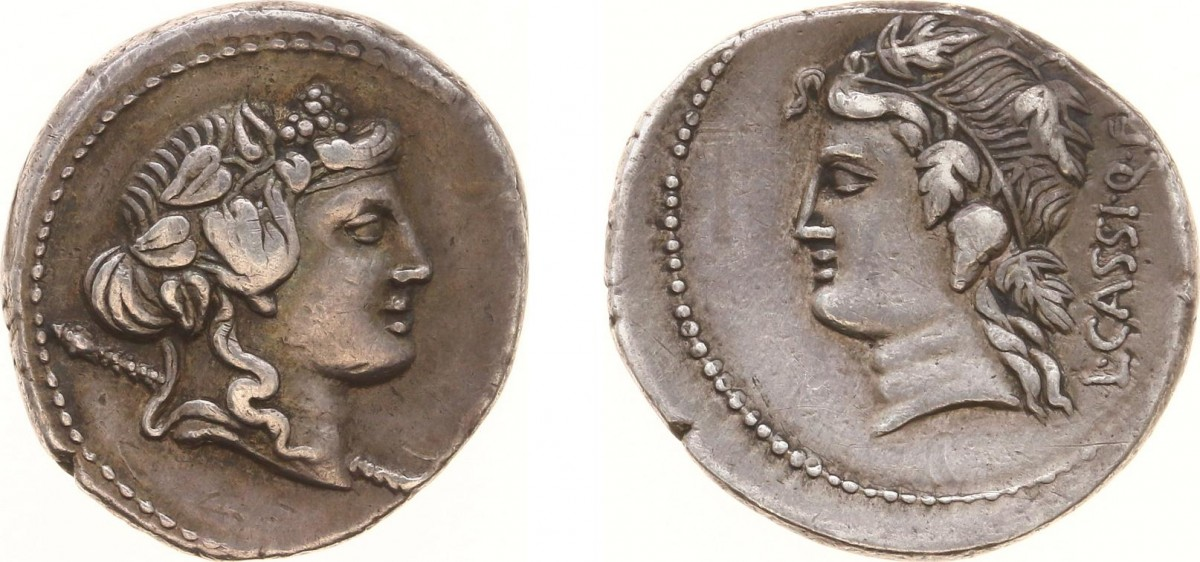
سکه ای با تصویر لیبر و همسرش پروسرپینا

لیبرالیا (انگلیسی: Liberalia) در دین در روم باستان، لیبرالیا (۱۷ مارس) جشن لیبر و همسرش پروسرپینا بود. رومیان لیبرالیا را با قربانی‌ها، دسته‌های دسته‌جمعی، آهنگ‌های ریبالد و گاوش و نقاب‌هایی که بر درختان آویزان می‌شد جشن می‌گرفتند.